# دانشگاه ویتنبرگ آمریکا

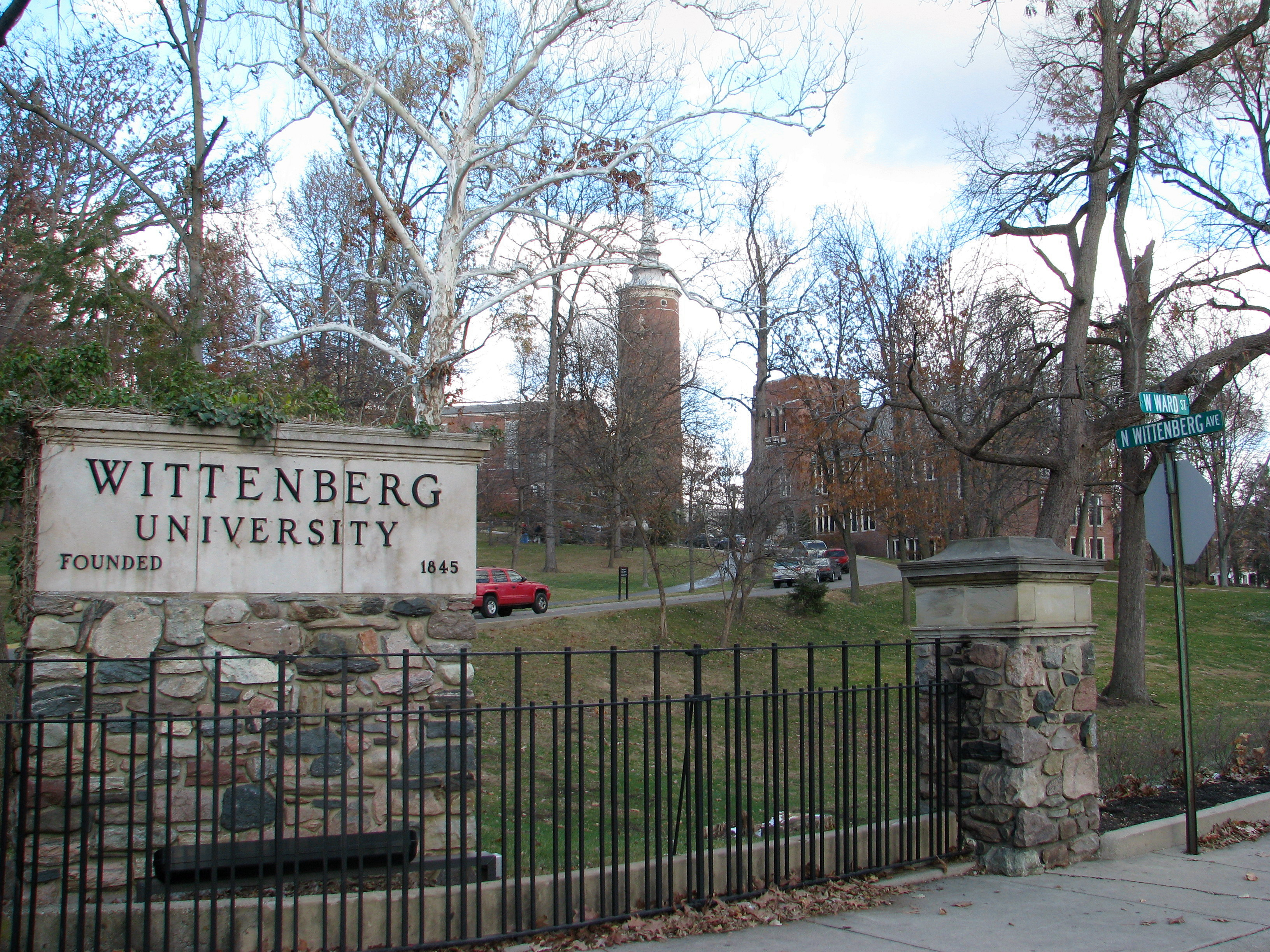

دانشگاه ویتنبرگ یک کالج خصوصی هنرهای لیبرال در اسپرینگفیلد، اوهایو است. این دانشگاه دارای ۱۳۲۶ دانشجوی تمام وقت است که از ۳۳ ایالت و ۹ کشور خارجی در این مؤسسه حضور پیدا کرده‌اند. دانشگاه ویتنبرگ با کلیسای انجیلی لوتری در آمریکا مرتبط است. کالج ویتنبرگ در سال ۱۹۵۷ به دانشگاه ویتنبرگ تبدیل شد